# Hacienda de Panoaya
La Antigua Hacienda de Panoaya se ubica en las afueras del municipio de Amecameca de Juárez en el Estado de México. Aquí vivió Sor Juana Inés de la Cruz de los 3 a los 8 años de edad; ella provenía de una familia española que se estableció en la región en los primeros años del periodo colonial y posteriormente se cambiaron a la hacienda.

## Turismo
La hacienda ha sobrevivido casi 500 años de antigüedad, ha tenido numerosos propietarios a lo largo de su historia y actualmente ha sido convertida en un hotel, parque temático, museo y en zoológico para deleite de los turistas que visitan la Región de los Volcanes. Aquí se encuentra un pequeño lago para remar, juegos infantiles, tirolesa, alberca, restaurante y un área de contacto con animales como venados, llamas, un dromedario, serpientes, águilas y cachorros de tigre. Existe una tirolesa alpina, en la que volarás 200 metros desde 12 metros de altura.